# Пагани, Горацио
Горацио Пагани (род. 10 ноября 1955 года) ― основатель итальянской специализированной автомобилестроительной компании Pagani Automobili S.p.A.

## Личная жизнь
Отец Горацио Пагани был пекарем, произошедшим от итальянских эмигрантов.

## Карьера
С раннего возраста Горацио любил делать макеты автомобилей из пробкового дерева. Некоторые из них в настоящее время представлены в демонстрационном зале Пагани.
В 1983 он переехал в Италию с рекомендательным письмом Хуана Мануэля Фанхио, преследуя свою мечту о строительстве суперавтомобиля. В возрасте 20 лет Пагани спроектировал и построил свой первый автомобиль ― F3.
Будучи главным инженером Automobili Lamborghini Holding S.p.A., он построил концепт-кар Countach Evoluzione. Он попытался убедить Lamborghini купить автоклав; таким образом, они могли расширить производство углеродных частей для Evoluzione. Но руководство отказалось от этой идеи, аргументируя это тем, что «раз у Ferrari не было автоклава, то и Lamborghini он не нужен». Пагани одолжил денег, чтобы купить свой собственный автоклав в конце 1987, и, затем, в 1991 он ушёл из Lamborghini и основал собственное консультирование под названием Modena Design, которое продолжает делать соединения углеволокна для автомобилей Formula 1 и таких клиентов, как Daimler, Ferrari и Aprilia.
Pagani Automobili Modena был основан Пагани в 1992. Первым автомобилем, который он произвел, стала Zonda, на разработку которой ушло 7 лет.